# Pilot (Ostband)
Pilot war eine deutsche Musikgruppe. Sie wurde 1977 in Magdeburg gegründet und löste sich wenige Jahre später wieder auf.

## Geschichte
Gründungsmitglieder waren Keyboarder Hans Peter Dohanetz (ehemals bei electra und Magdeburg), Gitarrist Heinz Geisler (ehemals Bürkholz-Formation und Automobil), Bassgitarrist Klaus Weigert (ehemals Klosterbrüder und Magdeburg) und Bernd Schilanski (Schlagzeug). Etwa ein halbes Jahr nach Gründung kam es schon zu einer erheblichen Umbesetzung. Für Schilanski, der zur Gruppe Magdeburg ging, kam Freud. Stefan Schirrmacher löste Geisler an der Gitarre ab und Wilfried Becker kam als Solosänger.
1977 erfolgten die Rundfunkproduktionen Sonntag und Das erste Rennen, 1978 Nachts auf der Autobahn. Kurz darauf verließen mehrere Bandmitglieder die Band und wurde durch Stefan Dohanetz (Schlagzeug) und Günter Grete Fischer (Gitarre) ersetzt. Pilot löste sich 1979 auf.